# Hasslö socken
Hasslö socken i Blekinge ingick i Medelstads härad, ingår sedan 1971 i Karlskrona kommun och motsvarar från 2016 Hasslö distrikt i Blekinge län.
Socknens areal är 8,05 kvadratkilometer allt land. År 2000 fanns här 1 566 invånare. Tätorten Hasslö med Hasslö kyrka ligger i denna socken.

## Administrativ historik
1 maj 1888 bildades denna socken genom en utbrytning ur Förkärla socken och samtidigt bildades Hasslö församling för att ansvara för de kyrkliga frågorna och ansvaret för de borgerliga frågorna fördes till den nybildade Hasslö och Aspö landskommun. 1926 delades den gemensamma landskommunen och Hasslö landskommun bildades då för denna socken. Denna i sin tur uppgick 1974 i Karlskrona kommun. Församlingen uppgick 2010 i Nättraby-Hasslö församling.
1 januari 2016 inrättades distriktet Hasslö, med samma omfattning som församlingen hade 1999/2000. 
Socknen har tillhört fögderier, tingslag och domsagor enligt vad som beskrivs i artikeln Medelstads härad. 
Socken indelades fram till 1901 i 5 båtsmanshåll, vars båtsmän tillhörde Blekinges 3:e (före 1945 1:a) båtsmanskompani.

## Geografi
Hasslö socken ligger sydväst om Karlskrona och omfattar ön Hasslö och omgivande mindre kobbar och skär. Skog saknas på denna flacka men tätbebyggda ö.

## Fornminnen
Inga fornlämningar är kända.

## Namnet
Namnet (cirka 1300 Haslø) kommer från växten hassel.

## Befolkningsutveckling
| Befolkningsutvecklingen i Hasslö socken 1890–1990            | Befolkningsutvecklingen i Hasslö socken 1890–1990 | Befolkningsutvecklingen i Hasslö socken 1890–1990 | Befolkningsutvecklingen i Hasslö socken 1890–1990 | Befolkningsutvecklingen i Hasslö socken 1890–1990 |
| ------------------------------------------------------------ | ------------------------------------------------- | ------------------------------------------------- | ------------------------------------------------- | ------------------------------------------------- |
|                                                              |                                                   |                                                   |                                                   |                                                   |
| År                                                           |                                                   |                                                   | Folkmängd                                         |                                                   |
| 1890                                                         | 1890                                              |                                                   | 909                                               |                                                   |
| 1900                                                         | 1900                                              |                                                   | 1 053                                             |                                                   |
| 1910                                                         | 1910                                              |                                                   | 1 248                                             |                                                   |
| 1920                                                         | 1920                                              |                                                   | 1 401                                             |                                                   |
| 1930                                                         | 1930                                              |                                                   | 1 464                                             |                                                   |
| 1940                                                         | 1940                                              |                                                   | 1 481                                             |                                                   |
| 1950                                                         | 1950                                              |                                                   | 1 493                                             |                                                   |
| 1960                                                         | 1960                                              |                                                   | 1 389                                             |                                                   |
| 1970                                                         | 1970                                              |                                                   | 1 410                                             |                                                   |
| 1980                                                         | 1980                                              |                                                   | 1 729                                             |                                                   |
| 1990                                                         | 1990                                              |                                                   | 1 646                                             |                                                   |
| Anm: Källor: Demografiska databasen, CEDAR, Umeå universitet |                                                   |                                                   |                                                   |                                                   |

### Fotnoter
1. 1 2 3  Svensk Uppslagsbok andra upplagan 1947–1955: Hasslö socken
2. 1 2  Harlén, Hans; Harlén Eivy (2003). Sverige från A till Ö: geografisk-historisk uppslagsbok. Stockholm: Kommentus. Libris 9337075. ISBN 91-7345-139-8
3. ↑  ”Församlingar”. Statistiska centralbyrån. https://www.scb.se/hitta-statistik/regional-statistik-och-kartor/regionala-indelningar/forsamlingar/. Läst 30 december 2022.
4. ↑  "Ostkanten" om Blekinge och Södra Möres båtsmän
5. ↑  Geografiskt-statistiskt handlexikon öfver Sverige, C.M. Rosenberg 1882-83.
6. 1 2 3  Nationalencyklopedin
7. ↑  Fornminnesregistret, Riksantikvarieämbetet: Hasslö socken Fornminnen i socknen erhålls på kartan genom att skriva in sockennamn (utan "socken") i "Ange geografiskt område"